# Big (film fra 1988)
|  | For arkitektfirmaet BIG, se Bjarke Ingels Group |
Big er en kritikerrost og prisbelønnet amerikansk komedie- og fantasyfilm fra 1988 med Tom Hanks i hovedrollen. Andre centrale roller spilles af Elizabeth Perkins, Robert Loggia og John Heard. Instruktion er af Penny Marshall mens manuskriptet blev udarbejdet af Gary Ross og Anne Spielberg. 
Filmen blev meget godt modtaget af filmkritikerne og blev en stor publikumssucces i amerikanske biografer. Den opnåede også en vis succes udenfor USA. Den endte op som den fjerde mest indbringende film i amerikanske biografer i 1988.
Big blev Tom Hanks' internationale gennembrud som skuespiller. Filmen blev også Penny Marshalls store gennembrud som instruktør. Hun blev, med denne film, den første kvindelige instruktør i USA som passerede $100 millioner i amerikanske biografer.
Filmen blev tildelt en række priser, blandt andet en Saturn Award, en People's Choice Award og en specialpris ved Filmfestivalen i Venedig. Tom Hanks vandt også flere priser, blandt andet en Golden Globe og en Saturn Award. Det kan også nævnes at filmen blev nomineret til to Oscar-priser (bedste mandlige hovedrolle og bedste manuskript).

## Handling
Den 12-årige dreng Josh (David Moscow) bliver af et omrejsende cirkus forvandlet til en 35-årig mand (Tom Hanks) - dog kun af udseende. Han havde ønsket sig stor for at kunne gøre indtryk på en smuk skolekammerat, og da han på mystisk vis får ønsket opfyldt, bliver han pludselig og uforberedt kastet ind i de voksnes verden.

## Rolleliste
- Tom Hanks som Josh
  - David Moscow som unge Josh
- Elizabeth Perkins som Susan
- Robert Loggia som MacMillan
- John Heard som Paul
- Jared Rushton som Billy
- Jon Lovitz som Scotty
- Mercedes Ruehl som Mrs Baskin
- Josh Clark som Mr Baskin
- Kimberlee M. Davis som Cynthia Benson
- Oliver Block som Freddie Benson
- Erika Katz som Cynthias veninde
- Allan Wasserman som Gymlæreren
- Mark Ballou som Derek